# Teocràcia
La teocràcia (del grec θεός [theós], ‘Deu’ i κράτος [kratos], ‘poder’, ‘govern: «govern de Deu») és una forma de govern en què una o més deïtats són reconegudes com a autoritats supremes de govern, donant una guia divina als intermediaris humans que gestionen els assumptes quotidians del govern.
D'aquesta manera, l'autoritat per governar, dirigir i decidir, no pertany al poble, com en el cas de la democràcia, sinó que pertany a Déu, i per tant, als seus representants ací a la Terra. Estableix una jerarquia religiosa que interpreta la Paraula de Déu per a legislar i governar, i que sol imposar una religió d'estat o limitar immensament les llibertats civils (tot i que això no es compleix necessàriament, com és el cas del Vaticà). Els teòcrates governen sia sols, sia mitjançant una monarquia o un govern elegit més o menys democràticament.
Hi ha estats que, tot i no ésser purament una teocràcia, imposen una religió d'estat en atorgar poques o gens llibertats als seguidors d'altres postures religioses o creences. També han existit històricament estats que han imposat un ateisme d'estat, fonamentalment les repúbliques socialistes. D'altra banda, hi ha estats on, tot i no tenir una religió d'estat, certs grups religiosos tenen molta influència. Els oponents a aquesta preponderància religiosa solen emprar el mot teocràcia en les seves crítiques.
Entre els estats considerats teocràtics hi ha el Vaticà, una teocràcia amb cap d'estat (Papa) vitalici elegit pels cardenals de tot el món. També hi ha teocràcies islàmiques com a l'Iran, una teocràcia amb govern elegit entre els membres de la cúria religiosa (aiatol·làs). A Aràbia Saudita, Brunei i Oman hi ha una monarquia absoluta per dret diví, amb imperi de la Llei Islàmica. Tot i que no és el mateix, també hi ha estats amb religió oficial, amb un estatus ambigu o amb aspectes teocràtics.

## Etimologia
La paraula teocràcia prové del grec theocratia que significa "el govern de Déu". Això, al seu torn, deriva de θεός (theos), que significa "déu", i κρατέω (krateo), que significa "governar". Així, el significat de la paraula en grec era "govern per déu (s)" o encarnació humana (s) de déu (s).
El terme va ser encunyat inicialment per Flavi Josep al segle I dC per descriure el govern característic dels jueus. Josep va argumentar que si bé la humanitat havia desenvolupat moltes formes de govern, la majoria es podrien subsumir en els tres tipus següents: monarquia, oligarquia i democràcia. Tanmateix, segons Josep, el govern dels jueus era únic. Josep va oferir el terme teocràcia per descriure aquest sistema polític en què un déu era sobirà i la paraula del déu era llei.
La definició de Josep va ser àmpliament acceptada fins a l'època de la Il·lustració, quan el terme va prendre connotacions negatives i amb prou feines va ser recuperat pel comentari de Hegel. El primer ús de l'anglès registrat va ser el 1622, amb el significat de "govern sacerdotal sota inspiració divina" (com a l'antic Israel i Judà); el significat de "cos sacerdotal o religiós que exerceix el poder polític i civil" es va registrar per primera vegada el 1825.

## Definició

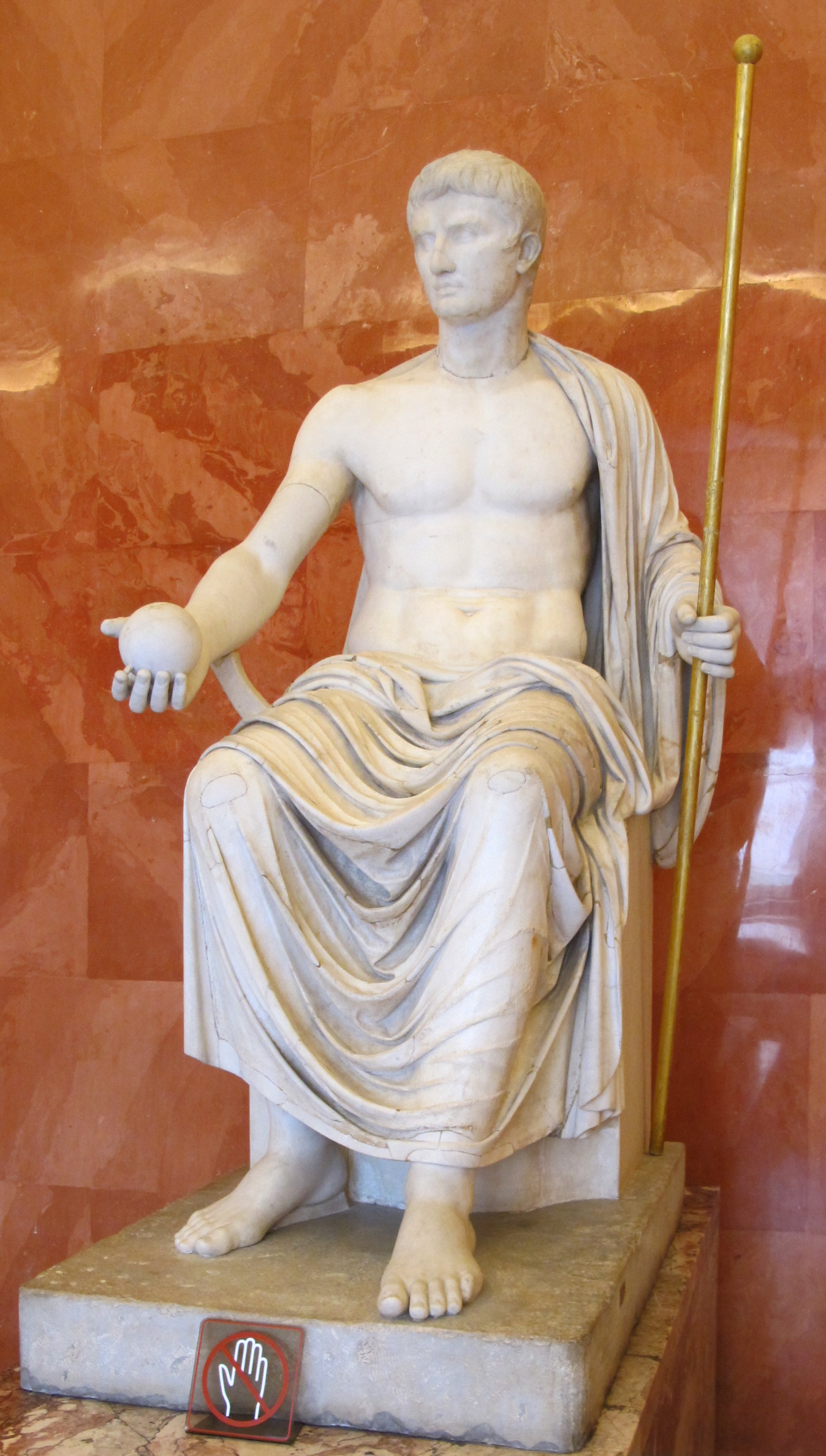
L'emperador romà August com a Júpiter, sostenint ceptre i orbe (primera meitat del segle I dC).

El terme teocràcia deriva del grec koiné θεοκρατία, "govern de Déu", terme utilitzat per Josep per als regnes d'Israel i Judà, que reflecteix la visió que "Déu mateix és reconegut com a cap" de l'estat. L'ús comú i genèric del terme, tal com s'ha definit anteriorment en termes de govern per part d'una església o un lideratge religiós anàleg, es pot descriure amb més precisió com una eclesiocràcia.
En una eclesiocràcia, els líders religiosos assumeixen un protagonisme a l'estat, però no pretenen ser instruments de revelació divina.
Un fenomen relacionat és un govern laic que coexisteix amb una religió estatal o que delega alguns aspectes del dret civil a les comunitats religioses. Per exemple, a Israel, el matrimoni es regeix per organismes religiosos oficialment reconeguts que ofereixen serveis matrimonials als seus respectats seguidors, però no existeix cap forma de matrimoni civil (lliure de religió), ni matrimoni de religions minoritàries no reconegudes.
Segons el Merriam-Webster's Dictionary, hi ha dos significats per a la paraula teocràcia: (1) govern d'un estat per una guia divina immediata o per funcionaris que es consideren guiats divinament; i (2) un estat governat per una teocràcia.

## Teocràcies cristianes

### Vaticà
Després de la captura de Roma el 20 de setembre de 1870, els Estats Pontificis, inclosa Roma, amb el Vaticà van ser annexionats pel Regne d'Itàlia. El 1929, mitjançant el Tractat del Laterà signat amb el govern italià, el nou estat de la Ciutat del Vaticà va ser formalment creat i reconegut com un estat independent de la Itàlia feixista. El cap d'estat del Vaticà és el papa, elegit pel Col·legi dels cardenals, una assemblea d'alt rang del clergat. El papa és elegit per a tota la vida, o bé mor en el càrrec, o en situacions extremadament rares pot dimitir. Els cardenals són nomenats pels papes, que trien així els electors dels seus successors.
La votació està limitada als cardenals menors de 80 anys. Un secretari de Relacions amb els Estats, responsable directe de les relacions internacionals, és nomenat pel Papa. El sistema jurídic del Vaticà està arrelat en el dret canònic. El bisbe de Roma, com a Summe Pontífex, «posseeix la plenitud dels poders legislatiu, executiu i judicial». Encara que les lleis de la Ciutat del Vaticà provenen de les lleis seculars d'Itàlia, en virtut de l'article 3 de la Llei de les Fonts de la Llei, es preveu l'aplicació de les "lleis promulgades pel Regne d'Itàlia".

### Mont Atos
El Mont Atos és una península muntanyosa de Grècia que és una àrea autònoma ortodoxa oriental formada per 20 monestirs sota la jurisdicció directa del Primat de Constantinoble. Hi ha gairebé 1.800 anys de presència cristiana contínua al mont Athos, i té una llarga història de monestirs, que es remunta almenys a l'any 800 dC. L'origen de l'autogovern al mont Athos es remunta a un edicte reial emès per l'emperador romà d'Orient Joan I Tsimiscés l'any 972 i reafirmat per l'emperador Aleix I Comnè el 1095. Grècia va lluitar contra el control de la zona des de l'Imperi Otomà durant la Primera Guerra dels Balcans el 1912. No obstant això, va ser reconegut formalment com a part de Grècia només després que una disputa diplomàtica amb l'imperi rus ja no fos un obstacle, després de l'enfonsament d'aquest últim durant la Primera Guerra Mundial.
El mont Athos està específicament exempt de la lliure circulació de persones i mercaderies requerida per la pertinença de Grècia a la Unió Europea, i l'entrada només està permesa amb el permís exprés dels monjos. El nombre de visitants diaris al Mont Athos està restringit, amb tots els visitants obligats a obtenir un permís d'entrada. Només els homes poden visitar-los, i els cristians ortodoxos orientals tenen prioritat en l'emissió de permisos. Els residents del Mont Athos han de ser homes de 18 anys o més que siguin membres de l'Església Ortodoxa Oriental i també monjos o treballadors.
Athos està governat conjuntament per una comunitat formada per membres dels 20 monestirs i un Administrador Civil, nomenat pel Ministeri d'Afers Exteriors grec. La comunitat monàstica està dirigida pels protos.

## Teocràcies islàmiques
Una república islàmica és el nom donat a diversos estats oficialment governats per lleis islàmiques, incloses les repúbliques islàmiques de l'Iran, Pakistan i Mauritània. El Pakistan va adoptar el títol per primera vegada sota la constitució de 1956. Mauritània el va adoptar el 28 de novembre de 1958. L'Iran el va adoptar després de la revolució iraniana de 1979 que va enderrocar la dinastia Pahlavi.
El terme "república islàmica" ha arribat a significar diverses coses diferents, de vegades contradictòries. Per a alguns líders religiosos musulmans del Pròxim Orient i Àfrica que ho defensen, una república islàmica és un estat sota una forma de govern islàmica particular. Ho veuen com un compromís entre un califat purament islàmic i el nacionalisme i el republicanisme laics . En la seva concepció de la república islàmica, el codi penal de l'estat ha de ser compatible amb algunes o totes les lleis de la Sharia.

### Afganistan
L'Afganistan era una teocràcia islàmica quan els talibans van governar per primera vegada l'Afganistan entre 1996 i 2001 i des de la seva restabliment de l'emirat islàmic de l'Afganistan el 2021, l'Afganistan torna a ser una teocràcia islàmica.
Estenent-se des de Kandahar, els talibans finalment van capturar Kabul el 1996. A finals de 2000, els talibans controlaven el 90% del país, a part dels reductes de l'oposició (Aliança del Nord) que es trobaven principalment a la cantonada nord-est de la província de Badakhshan. Les zones sota el control directe dels talibans eren principalment les principals ciutats i carreteres de l'Afganistan. Els khans i els senyors de la guerra tribals tenien control directe de facto sobre diverses petites ciutats, pobles i zones rurals. Els talibans van intentar establir la llei i l'ordre i imposar una interpretació estricta de la llei islàmica de la Sharia, juntament amb els edictes religiosos del mullah Mohammed Omar, a tot el país de l'Afganistan.
Durant la història de cinc anys de l'Emirat Islàmic, el règim talibà va interpetar la sharia d'acord amb la jurisprudència Hanafi i els edictes de Mullah Omar. Els talibans prohibien el porc i l’alcohol, molts tipus de tecnologia de consum com la música, televisio, i pel·lícules, així com la majoria d'expressions artístiques com pintura o fotografia, la participació masculina i femenina a l'esport, incloent-hi el futbol i els escacs; les activitats recreatives com fer volar estels o cuidar coloms o altres mascotes també es va prohibir, i els ocells van ser assassinats per sentència dels talibans. Les sales de cinema es van tancar i s'hi van fer mesquites. La celebració de l'any nou occidental i iranià es va prohibir. Fer fotos i mostrar pintures o retrats es va prohibir i va passar a ser considerat una forma d'idolatria. Es va prohibir a les dones l'accés al treball fora de la llar, es va prohibir a les nenes anar a les escoles o universitats, se'ls va demanar que complissin amb les lleis Purdah i que sempre havien de sortir de casa acompanyades per parents masculins, i que es va castigar a les que ho van incomplir. Als homes se'ls va prohibir afaitar-se la barba i se'ls va obligar a deixar-la créixer i mantenir-la llarga segons el gust dels talibans, i se'ls va obligar a portar turbants quan sortissin de casa. Els qui foren acusats de somunistes van ser executats sistemàticament. La pregària salat va esdevenir obligatòria sota amenaça de ser arrestats per l'Àdhan. Es va prohibir el joc. Els lladres van ser castigats amb l'amputació de les mans o els peus. El 2000, el líder talibà Mullah Omar va prohibir oficialment el cultiu d'opi i el tràfic de drogues a l'Afganistan; eks talibans van aconseguir erradicar en un 99% la producció d'opi el 2001. Sota el govern talibà de l'Afganistan, tant els consumidors de drogues com els distribuidors van passar a ser gruement perseguits.
Els ministres i els diputats del gabinet eren mul·làs amb una "educació de madrassa". Diversos d'ells, com el ministre de Salut i el governador del banc estatal, eren principalment comandants militars que estaven disposats a deixar els seus càrrecs administratius per lluitar quan fos necessari. Els militars que els van atrapar darrere de les línies o van provocar la seva mort van augmentar el caos a l'administració nacional. A nivell nacional, "tots els alts buròcrates tadjik, uzbek i hazara "van ser substituïts per pasxtuns, qualificats o no". En conseqüència, els ministeris "en general van deixar de funcionar".

### Iran
L'Iran ha estat descrit com una "república teocràtica" pel document de la CIA World Factbook, i la seva constitució ha estat descrita com un "híbrid" d'"elements teocràtics i democràtics" per Francis Fukuyama. Com altres estats islàmics, manté les lleis religioses i disposa de tribunals religiosos per interpretar tots els aspectes de la llei. Segons la constitució de l'Iran, "totes les lleis i regulacions civils, penals, financeres, econòmiques, administratives, culturals, militars, polítiques i altres s'han de basar en criteris islàmics".
A més, l'Iran té un governant religiós i molts funcionaris religiosos en càrrecs governamentals poderosos. El cap d'estat, o "Líder Suprem", és un faqih (estudiós de la llei islàmica) i té més poder que el president de l'Iran. L'actual líder suprem de l'Iran és Ali Khamenei, un paper que ocupa des de 1989. El líder nomena els caps de molts càrrecs governamentals poderosos: els comandants de les forces armades, el director de la cadena nacional de ràdio i televisió, els caps de poderoses fundacions religioses i econòmiques importants, el cap de justícia de l'Iran, el fiscal general (indirectament a través de el jutge en cap), els tribunals especials i els membres del consell suprem de seguretat nacional que s'ocupen de la defensa i els afers exteriors. També codesigna els 12 juristes del Consell de Guardians.
El líder és elegit per l'Assemblea d'Experts que està formada per mujtahids, que són erudits islàmics competents en la interpretació de la Xaria.
El Consell de Guardianes té la potestat de rebutjar projectes de llei aprovats pel Parlament. També pot aprovar o rebutjar els candidats que vulguin presentar-se a la Presidència, el Parlament i l'Assemblea d'Experts. El consell supervisa les eleccions i pot permetre o prohibir les investigacions sobre les eleccions. Sis dels dotze membres del consell són alfaquís i tenen el poder d'aprovar o rebutjar tots els projectes de llei aprovats pel Parlament, tant si el faqih creu que el projecte de llei està d'acord amb les lleis i costums islàmiques (Xaria) o no. Els altres sis membres són advocats designats pel cap de justícia, que és un clergue i nomenat pel líder.

### Aràbia Saudí
A la Llei bàsica de l'Aràbia Saudita, l'Aràbia Saudita es defineix com un estat islàmic àrab sobirà amb l'Islam com a religió oficial. Tanmateix, algunes crítiques descriuen l'Aràbia Saudita com una teocràcia islàmica. Les minories religioses no tenen dret a practicar la seva religió obertament. La conversió de l'Islam a una altra religió es castiga amb la mort com a apostasia. Muhammad Al-Atawneh descriu l'actual règim saudita com una "teomonarquia, que treu el poder de les normes religioses i culturals antigues."

## Administració central tibetana
L'Administració central tibetana, col·loquialment coneguda com el govern tibetà a l'exili, és una organització tibetana a l'exili amb una estructura interna semblant a l'estat. Segons la seva constitució, el càrrec de cap d'estat de l'Administració central tibetana pertany d'ofici al Dalai Lama, un jerarca religiós. En aquest sentit, continua les tradicions de l'antic govern del Tibet, que estava governat pels Dalai Lamas i els seus ministres, amb un paper específic reservat a una classe de funcionaris monjos.
El 14 de març de 2011, a proposta del 14è Dalai Lama, el parlament de l'Administració central tibetana va començar a considerar una proposta per eliminar el paper del Dalai Lama com a cap d'estat a favor d'un líder electe.
El primer Kalön Tripa elegit directament va ser Samdhong Rinpoche, que va ser elegit el 20 d'agost de 2001.
Abans de 2011, la posició de Kalön Tripa estava subordinada al 14è Dalai Lama que presidia el govern a l'exili des de la seva fundació. L'agost d'aquell any, Lobsang Sangay va rebre el 55 per cent dels 49.189 vots, derrotant el seu rival més proper Tethong Tenzin Namgyal per 8.646 vots, convertint-se en el segon Kalön Tripa elegit popularment. El Dalai Lama va anunciar que la seva autoritat política seria transferida a Sangay.
El 20 de setembre de 2012, el 15è Parlament tibetà a l'exili va votar per unanimitat canviar el títol de Kalön Tripa per Sikyong a l'article 19 de la Carta dels tibetans a l'exili i articles pertinents. El Dalai Lama s'havia referit anteriorment al Kalön Tripa com Sikyong, i aquest ús es va citar com la justificació principal del canvi de nom. Segons Tibetan Review, "Sikyong" es tradueix com "líder polític", a diferència de "líder espiritual". Afers exteriors Kalön Dicki Chhoyang va afirmar que el terme "Sikyong" es remuntava al setè Dalai Lama, i que el canvi de nom "assegura la continuïtat històrica i la legitimitat del lideratge tradicional del cinquè Dalai Lama". El Diccionari de Dharma en línia tradueix sikyong ( srid skyong) com "governant secular; règim, regent". El títol sikyong havia estat utilitzat anteriorment pels regents que governaven el Tibet durant la minoria del Dalai Lama.

## Estats amb religions oficials
Tenir una religió d'estat no és suficient per significar que un estat és una teocràcia en el sentit estricte del terme. Molts països tenen una religió d'estat sense que el govern derivi directament els seus poders d'una autoritat divina o d'una autoritat religiosa que exerceix directament els poders governamentals. Com que hi ha poques teocràcies al món modern, la paraula "teocràcia" s'utilitza ara com a terme descriptiu per a un govern que fa complir una religió estatal.

## Estats amb un estatus ambigu
Corea del Nord és una república socialista on la ideologia estatal oficial del govern és Juche, que se centra al voltant de la família Kim. Segons Ashley J. Tellis i Michael Wills, aquesta esmena al preàmbul era una indicació de la característica única de Corea del Nord de ser un estat teocràtic basat en el culte a la personalitat que envolta Kim Il Sung. Kim Il-sung, que va morir el 1994, segueix sent el " president etern " de Corea del Nord i el país va adoptar un calendari Juche que data de 1912, l'any del naixement de Kim.